# Municipalità di Sachkhere
La municipalità di Sachkhere (in georgiano საჩხერის მუნიციპალიტეტი?) è una municipalità georgiana dell'Imerezia.
Nel censimento del 2002 la popolazione si attestava a 46.846 abitanti. Nel 2014 il numero risultava essere 37.775.
La cittadina di Sachkhere è il centro amministrativo della municipalità, la quale si estende su un'area di 973 km².

## Popolazione
Dal censimento del 2014 la municipalità risultava costituita al 99,8% da persone di etnia georgiana.

## Monumenti e luoghi d'interesse
- Sachkhere
- Fortezza di Modinakhe
- Monastero di Dzhruchi
- Cattedrale di Mravaldzali
- Museo statale Ak'ak'i Tsereteli
- Chiesa di San Giorgio (Savane)